# Dégradé de couleurs

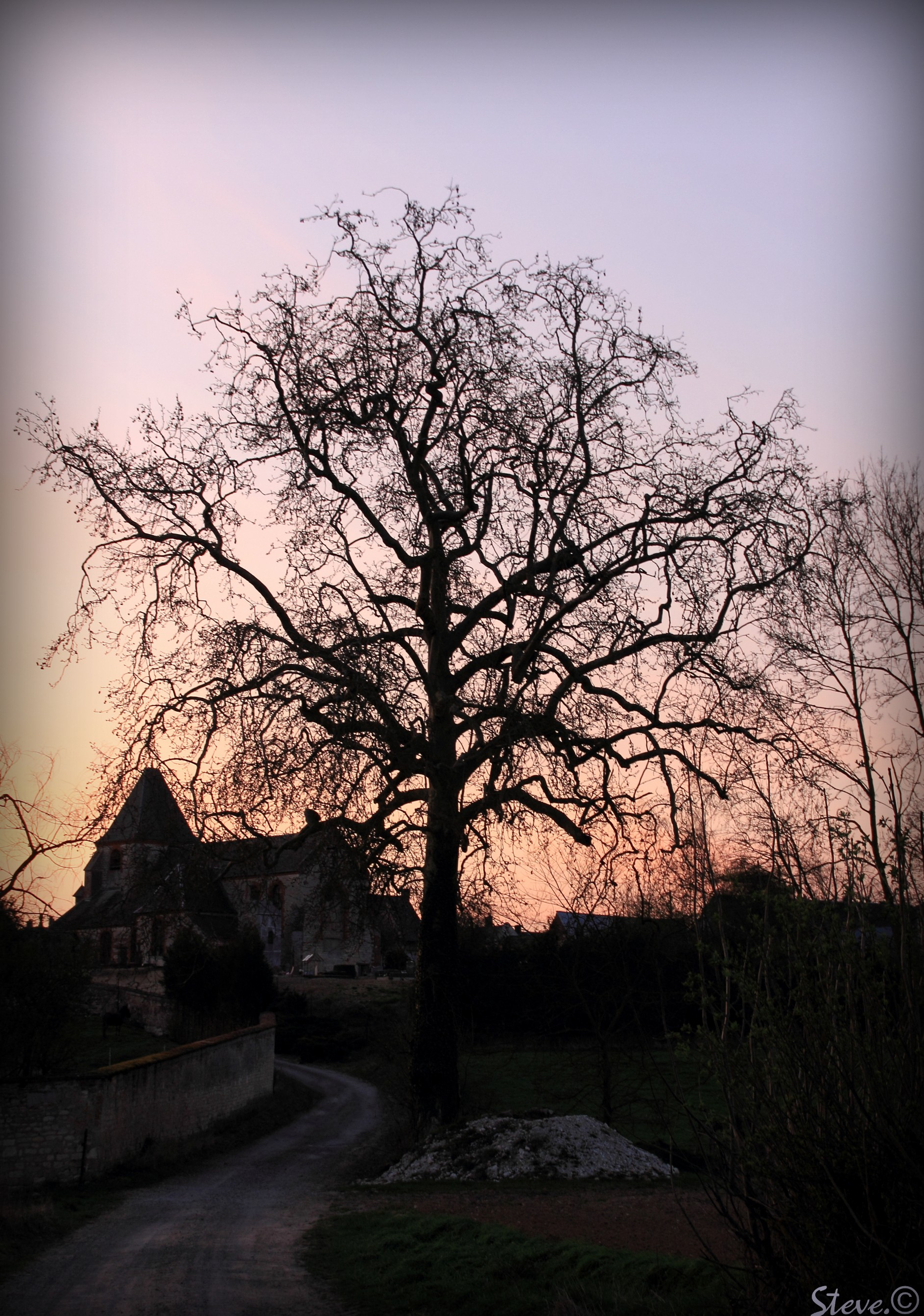
Dégradé de couleurs dans le ciel en Picardie.

En peinture et en arts graphiques, un dégradé consiste premièrement en une variation progressive de couleur, d'un ton pur à une couleur dégradée, lavée de blanc, plus pâle. Par extension, un dégradé de couleurs est une transition progressive d'une couleur vers une autre.
L'infographie facilite la réalisation pratique de dégradés ou gradients de couleur, qui sont un élément intégré dans les normes de feuilles de style en cascade (CSS) et de dessin vectoriel (Scalable Vector Graphics, SVG).

## Arts graphiques

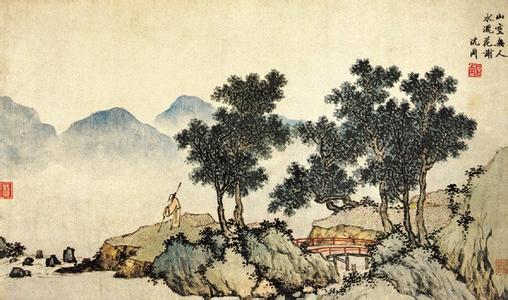
Lointains en couleur dégradée dans la peinture chinoise.

Dans les arts graphiques, le dégradé est une transition progressive vers le blanc. Quand il s'agit d'autres couleurs, on parle de « passage fondu » ou de « fondu ».  Ces distinctions ne préoccupent pas excessivement les enseignants. André Lhote, artiste-peintre et critique d'art, emploie dégradé au sens large : « la partie éclairée, à dominance jaune-orangé, irait insensiblement rejoindre la partie sombre, brun-orangé, par un dégradé dont la zone moyenne serait froide ». La technique nécessaire pour obtenir l'effet retient au moins autant l'attention.
En photographie, le procédé du contour dégradé, dans lequel un cache flou provoque un passage progressif des tons de l'image au blanc du papier, a été en vogue au début du XXe siècle (Adeline).
La réalisation d'un dégradé dépend de la technique employée. À l'huile, le dégradé se fait classiquement en posant une série de degrés du ton de plus en plus mêlés de blanc, puis en brossant légèrement pour faire disparaître les transitions (Adeline) ; certains maîtres se servaient d'un doigt. En aquarelle, le dégradé s'opère principalement par dilution ; travaillant sur papier mouillé, on peut incliner le support pour faire descendre l'eau chargée de pigment, constituant de cette façon un dégradé. Au crayon et au fusain, on le travaille à l'estompe. Le dégradé et le fondu forment la base du rendu de l'aérographe et de la peinture aérosol.
Le travail en dégradés s'oppose au travail en aplats (Béguin). L'adoption de la peinture à l'huile à la Renaissance favorise le développement du dégradé, essentiel au clair-obscur et au modelé. Dans la perspective aérienne, la dégradation générale des tons marque les parties lointaines. Quand un ouvrage est entièrement peint dans des dégradés d'un seul ton ou au plus de deux tons proches, on parle de grisaille ou de camaïeu.
Au cours du XIXe siècle, la remise en cause du modèle académique qui recherche un ouvrage lisse, où s'efface la touche de l'artiste, éloigne les nouveaux courants artistiques de cette technique. Il ne faut plus « sacrifier aux effets jolis de perspective ou de pénombre dégradés à la Carrière ».

## Informatique

Exemples de dégradés linéaires respectivement avec 2 et 3 couleurs

En infographie, on utilise des dégradés de couleurs pour ombrer des éléments ou décorer les fonds. En dessin vectoriel, ils permettent de passer d'une couleur à l'autre sans marquer de contour.
Le dégradé souvent appelé gradient de couleurs (en anglais blend, littéralement « mélange ») a un sens général d'interpolation progressive entre des valeurs représentatives de couleurs.
De la façon la plus générale, la variation de couleur se définit par sa disposition sur le plan de l'image et par l'évolution de la couleur dans l'espace de couleur.
L'utilisateur doit indiquer la répartition des teintes sur la surface à couvrir. Il y a deux paramètres, un chemin, dont la longueur indique la progression dans le dégradé, et un front, qui est une ligne croisant ce chemin, sur lequel tous les points ont la même couleur.
Dégradé linéaireLa progression des couleurs se fait selon une droite entre un point de départ et un point d'arrivée (le chemin). Le front est le plus souvent une droite perpendiculaire.
Dégradé radialLa progression des couleurs se fait suivant l'éloignement du point ou du cercle de départ. Le chemin est une droite radiale, le front est un cercle.
On peut définir un dégradé à partir d'un chemin et d'un front arbitraires (par exemple Courbe de Bézier). Par exemple, un dégradé peut suivre un contour :  le chemin est une droite perpendiculaire au contour, le front est une courbe de Bézier.
L'évolution de la couleur dépend de la couleur de départ, de la couleur d'arrivée et du type d'interpolation déterminant les couleurs intermédiaires. L'interpolation est en général proportionnelle à la position sur la ligne conductrice du dégradé. Quand la progression ne satisfait pas, on place des points intermédiaires, plutôt que de programmer une autre loi de progression (logarithmique, ou équation paramétrique). L'interpolation peut se faire sur les valeurs trichromes rouge, vert, bleu ou les paramètres de Teinte Saturation Luminosité.
Les résultats sont assez semblables quand les couleurs sont proches ; ils peuvent être très différents si elles sont éloignées sur le cercle chromatique.